# Christian Gammelgaard
Christian Gammelgaard (Vejle, 10 marzo 2003) è un calciatore danese, attaccante del Vejle.

## Carriera

### Club
È cresciuto nel settore giovanile del Vejle, con cui ha firmato il primo contratto professionistico nel marzo del 2021. Ha debuttato in prima squadra il 22 ottobre seguente nell'incontro di Superligaen vinto 2-0 contro il Nordsjælland ed il 2 agosto 2022 ha segnato il suo primo gol nella trasferta vinta 5-1 contro l'OKS Odense in DBUs Landspokalturnering.
Il 31 gennaio 2024 è passato in prestito al Fredericia dove ha trovato un posto da titolare fino al termine della stagione. Rientrato al Vejle, è stato confermato in rosa per la stagione 2024-2025.

### Nazionale
Ha giocato con la nazionale giovanile danese Under-19.

## Statistiche

### Presenze e reti nei club
Statistiche aggiornate al 23 febbraio 2025.
| Stagione        | Squadra         | Campionato      | Campionato | Campionato | Coppe nazionali | Coppe nazionali | Coppe nazionali | Coppe continentali | Coppe continentali | Coppe continentali | Altre coppe | Altre coppe | Altre coppe | Totale | Totale | Totale |
| Stagione        | Squadra         | Comp            | Pres       | Reti       | Comp            | Pres            | Reti            | Comp               | Pres               | Reti               | Comp        | Pres        | Reti        | Pres   | Reti   |        |
| --------------- | --------------- | --------------- | ---------- | ---------- | --------------- | --------------- | --------------- | ------------------ | ------------------ | ------------------ | ----------- | ----------- | ----------- | ------ | ------ | ------ |
| 2021-2022       | Vejle           | SL              | 2          | 0          | CD              | 1               | 0               | -                  | -                  | -                  | -           | -           | -           | 3      | 0      |        |
| 2022-2023       | Vejle           | 1D              | 11         | 1          | CD              | 3               | 3               | -                  | -                  | -                  | -           | -           | -           | 14     | 4      |        |
| 2023-gen. 2024  | Vejle           | SL              | 5          | 0          | CD              | 1               | 0               | -                  | -                  | -                  | -           | -           | -           | 6      | 0      |        |
| gen.-giu. 2024  | Fredericia      | 1D              | 14         | 2          | CD              | 2               | 0               | -                  | -                  | -                  | -           | -           | -           | 16     | 2      |        |
| 2024-2025       | Vejle           | SL              | 18         | 0          | CD              | 1               | 0               | -                  | -                  | -                  | -           | -           | -           | 19     | 0      |        |
| Totale carriera | Totale carriera | Totale carriera | 50         | 3          |                 | 8               | 3               |                    | -                  | -                  |             | -           | -           | 58     | 6      |        |

## Palmarès

### Club

#### Competizioni nazionali
- 1. Division: 1

Vejle: 2022-2023